# Nordisk kombineret under vinter-OL 2022
Nordisk kombineret under vinter-OL 2022 i Beijing vil blive afholdt ved Kuyangshu Nordic Center and Biathlon Center, fra den 9. til den 17. februar 2022 i tre discipliner.

## Program
Alle tider er i Beijing-tid (UTC+7).
| Dato        | Tid   | Event                               |
| ----------- | ----- | ----------------------------------- |
| 9. februar  | 16:00 | Mændenes individuelle normale bakke |
| 9. februar  | 19:00 | Mændenes individuelle 10 km         |
| 15. februar | 16:00 | Mændenes individuelle stor bakke    |
| 15. februar | 19:00 | Mændenes individuelle 10 km         |
| 17. februar | 16:00 | Mændenes hold store bakke           |
| 17. februar | 19:00 | Mændenes hold relay 4×5 km          |

## Medaljeoversigt

### Medaljetabel
| Rank              | Nation            | Guld | Sølv | Bronze | Total |
| ----------------- | ----------------- | ---- | ---- | ------ | ----- |
| 1                 | Norge (NOR)       | 2    | 2    | 0      | 4     |
| 2                 | Tyskland (GER)    | 1    | 1    | 0      | 2     |
| 3                 | Japan (JPN)       | 0    | 0    | 2      | 2     |
| 4                 | Østrig (AUT)      | 0    | 0    | 1      | 1     |
| Total (4 nations) | Total (4 nations) | 3    | 3    | 3      | 9     |

### Medaljevindere
| Event                                | Guld                                                                                 | Guld    | Sølv                                                                          | Sølv    | Bronze                                                                       | Bronze  |
| ------------------------------------ | ------------------------------------------------------------------------------------ | ------- | ----------------------------------------------------------------------------- | ------- | ---------------------------------------------------------------------------- | ------- |
| Stor bakke og 10 km - Herrer         | Jørgen Graabak · Norge                                                               | 27:13.3 | Jens Lurås Oftebro · Norge                                                    | 27:13.7 | Akito Watabe · Japan                                                         | 27:13.9 |
| Normal bakke og 10 km - Herrer       | Vinzenz Geiger · Tyskland                                                            | 25:07.7 | Jørgen Graabak · Norge                                                        | 25:08.5 | Lukas Greiderer · Østrig                                                     | 25:14.3 |
| Hold - Stor bakke og 4×5 km - Herrer | Norge (NOR) · Espen Bjørnstad · Espen Andersen · Jens Lurås Oftebro · Jørgen Graabak | 50:45.1 | Tyskland (GER) · Manuel Faißt · Julian Schmid · Eric Frenzel · Vinzenz Geiger | 51:40.0 | Japan (JPN) · Yoshito Watabe · Hideaki Nagai · Akito Watabe · Ryota Yamamoto | 51:40.3 |